# Kobra (tecknad serie)
Kobra, serbisk tecknad serie från 1979 av Bane Kerac och Svetozar Obradovic. Har publicerats på svenska i Seriemagasinet. Serien handlar om en ung stuntman med extraordinära kunskaper i kampsport och dennes äventyr runt om i världen.